# Турисов Каратай Турисович
Каратай Турисович Турисов (2 лютого 1934, аул Джас-Уркен або Жасоркен, тепер Жамбильського району Жамбильської області, Казахстан — 1 серпня 2004, місто Астана, Казахстан) — радянський і казахський діяч, секретар ЦК КП Казахстану, заступник голови Ради міністрів Казахської РСР, голова Казахської республіканської ради профспілок, секретар ВЦРПС. Депутат Верховної Ради СРСР 11-го скликання. Народний депутат СРСР (1989—1991). Депутат Мажилісу Парламенту Республіки Казахстан 1—2-го скликань. Кандидат економічних наук, доктор економічних наук (1993), академік Академії інженерних наук Казахстану (1993), академік Міжнародної інженерної академії (2003).

## Життєпис
Народився в селянській родині. Походив із роду шанишкали Старшого жузу.
У 1955 році закінчив Московський геологорозвідувальний інститут імені Серго Орджонікідзе, гірничий інженер-геолог.
У 1955—1961 роках — геолог, старший геолог, начальник геологорозвідувальних партій в Павлодарській та Карагандинській областях.
Член КПРС з 1958 року.
У 1961—1963 роках — старший геолог, начальник партії геофізичної експедиції в Карагандинській області.
У 1963—1964 роках — голова районного комітету партійно-державного контролю по Акчатауській промисловій зоні Казахської РСР.
У 1964—1971 роках — 2-й секретар, 1-й секретар  Каражальського міського комітету КП Казахстану Карагандинської області.
У 1971—1974 роках — інспектор відділу організаційно-партійної роботи ЦК КП Казахстану.
У 1972 році закінчив Заочну вищу партійну школу при ЦК КПРС.
У 1974—1978 роках — секретар Тургайського обласного комітету КП Казахстану.
У 1978—1980 роках — слухач Академії народного господарства СРСР, економіст.
У 1980—1981 роках — голова Державного комітету Казахської РСР з нагляду за безпечним веденням робіт у промисловості та гірничому нагляді.
У грудні 1981 — травні 1984 року — голова Казахської республіканської ради профспілок.
27 квітня 1984 — 4 квітня 1986 року — секретар ЦК КП Казахстану.
4 квітня 1986 — 14 травня 1990 року — секретар Всесоюзної Центральної ради професійних спілок (ВЦРПС) у Москві.
У травні — грудні 1990 року — заступник голови Ради міністрів Казахської РСР.
У червні 1990 — березні 1991 року — голова Державної комісії Ради міністрів Казахської РСР з економічної реформи.
У грудні 1990 — червні 1991 року — державний радник Казахської РСР з питань промисловості, зв'язку та комунікацій.
У червні — серпні 1991 року — заступник прем'єр-міністра Казахської РСР.
У серпні 1991 — грудні 1993 року — міністр туризму, фізичної культури та спорту Республіки Казахстан.
У 1993 році захистив докторську дисертацію на тему «Управління соціальними процесами в період переходу до ринкової економіки в Республіці Казахстан».
У грудні 1993 — березні 1995 року — голова Центральної виборчої комісії Республіки Казахстан.
З квітня по грудень 1995 року — голова наглядової ради Державної акціонерної компанії з туризму «Яссауї».
З 9 грудня 1995 року — депутат Мажилісу Парламенту Республіки Казахстан першого скликання. З січня 1996 року — голова комітету Мажилісу з економіки, фінансів та бюджету.
З 9 грудня 1999 року — депутат Мажилісу Парламенту Республіки Казахстан 2-го скликання від Кордайського виборчого округу №26 Жамбилської області. Голова Комітету з фінансів та бюджету Мажилісу.
Помер 1 серпня 2004 року в місті Астані.

## Нагороди
- орден «Барис» ІІ ст. (Казахстан) (2000)
- два ордени Трудового Червоного Прапора
- медаль «За доблесну працю. В ознаменування 100-річчя з дня народження Володимира Ілліча Леніна» (1970)
- медалі
- Почесний громадянин Жамбильської області